# Saint-Martin-sur-Lavezon
Saint-Martin-sur-Lavezon ist eine französische Gemeinde mit 430 Einwohnern (Stand: 1. Januar 2022) im Département Ardèche und der Region Auvergne-Rhône-Alpes. Die Gemeinde gehört zum Arrondissement Privas und zum Kanton Le Pouzin. Die Einwohner werden Saint-Martinois genannt.

## Geografie
Saint-Martin-sur-Lavezon liegt westlich der Rhône, etwa elf Kilometer nordwestlich von Montélimar und wird vom namengebenden Flüsschen Lavézon durchquert. Umgeben wird Saint-Martin-sur-Lavezon von den Nachbargemeinden Saint-Bauzile im Norden, Saint-Vincent-de-Barrès im Nordosten, Meysse im Osten, Rochemaure im Südosten und Süden, Aubignas im Süden, Sceautres im Südwesten und Westen, Berzème im Westen sowie Saint-Pierre-la-Roche im Nordwesten.

## Bevölkerungsentwicklung
| Jahr                       | 1962 | 1968 | 1975 | 1982 | 1990 | 1999 | 2006 | 2019 |
| -------------------------- | ---- | ---- | ---- | ---- | ---- | ---- | ---- | ---- |
| Einwohner                  | 184  | 179  | 232  | 321  | 351  | 395  | 430  | 432  |
| Quellen: Cassini und INSEE |      |      |      |      |      |      |      |      |

## Sehenswürdigkeiten
- Schloss Pampelonne, seit 1981 Monument historique

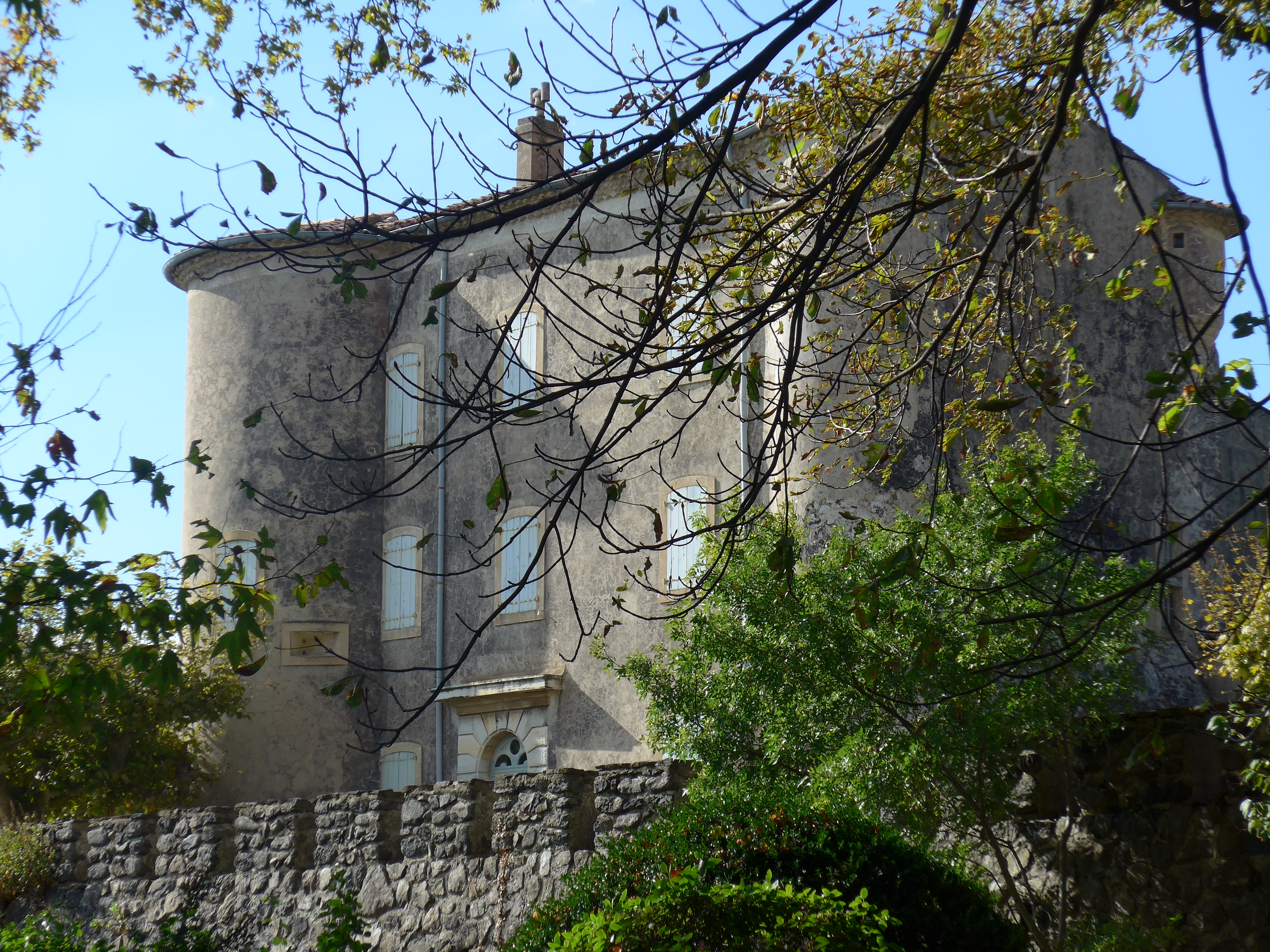
Schloss Pampelonne